# Херман Фортунат фон Баден-Родемахерн
Херман Фортунат фон Баден-Родемахерн (на немски: Hermann Fortunat von Baden-Rodemachern; * 23 януари 1595, Ращат; † 4 януари 1665, Кастелаун) е от 1620 до 1665 г. маркграф на Маркграфство Баден-Родемахерн.

## Биография
Той е вторият син на маркграф Едуард Фортунат (1565 – 1600) и съпругата му Мария фон Айкен (1571 – 1636), дъщеря на Йобст фон Айкен и Барбара фон Мол.
Неговите опекуни ерцхерцог Албрехт VII фон Хабсбург и граф Салентин фон Изенбург успяват да осигурят от императора правата за наследството на баща му.
През 1620 г. Херман Фортунат последва бездетния си чичо Филип III (1567 – 1620) като маркграф на Баден-Родемахерн. По-големият му брат Вилхелм (1593 – 1677) е от 1621 г. маркграф на Баден-Баден.
През Тридесетгодишната война той първо е на испанска, по-късно на императорска служба. През 1633 г. участва в битката при Брайзах, в която неговият командант Ернесто Монтекуколи пада убит.
Херман Фортунат умира през 1665 г. в Кастелаун. Гробът му заедно с втората му съпруга Мария-Сидония фон Даун-Фалкенщайн се намира в църквата „Св. Николай“ в Родемахерн, департамент Мозел.

## Фамилия
Първи брак: на 18 април 1627 г. с Антония Елизабет фон Крихинген († 12 януари 1635), дъщеря на граф Кристоф фон Крихинген. Те имат децата:
- Карл Вилхелм Ойген (* 1627; † 1666), домхер в Кьолн и последен маркграф на Баден-Родемахерн (1665 – 1666)
- Леополд (* 1628; † 1635)
- Мария Сидония (* 1635; † 15 август 1686), омъжена на 12 ноември 1662 за княз Филип фон Хоенцолерн-Хехинген (* 1601; † 13 януари 1671)

Втори брак: на 29 септември 1636 г. в Кастелаун с Мария Сидония фон Даун-Фалкенщайн (* 1605; † 1675), дъщеря на граф Филип Франц фон Даун-Фалкенщайн и алтграфиня Елизабет фон Залм-Райфершайт. Двамата имат децата:
- Филип Балтазар († 1662)
- Мария Елеонора София († 18 април 1668), омъжена 1665 за граф Йохан Франц Дезидератус фон Насау-Зиген (* 28 юли 1627; † 17 декември 1699)